# Puccinia mexicensis
Puccinia mexicensis ist eine Ständerpilzart aus der Ordnung der Rostpilze (Pucciniales). Der Pilz ist ein Endoparasit von Kammquecken und Rispengräsern. Symptome des Befalls durch die Art sind Rostflecken und Pusteln auf den Blattoberflächen der Wirtspflanzen. Sie ist im südlichen Nordamerika verbreitet.

## Merkmale

### Makroskopische Merkmale
Puccinia mexicensis ist mit bloßem Auge nur anhand der auf der Oberfläche des Wirtes hervortretenden Sporenlager zu erkennen. Sie wachsen in Nestern, die als gelbliche bis braune Flecken und Pusteln auf den Blattoberflächen erscheinen.

### Mikroskopische Merkmale
Das Myzel von Puccinia mexicensis wächst wie bei allen Puccinia-Arten interzellulär und bildet Saugfäden, die in das Speichergewebe des Wirtes wachsen. Aecien oder Spermogonien der Art sind nicht bekannt. Die Uredien des Pilzes wachsen unterseitig auf den Wirtsblättern. Seine gelblichen Uredosporen sind 19–23 × 17–20 µm groß, zumeist breitellipsoid bis kugelig und fein stachelwarzig. Die blattunterseitig wachsenden Telien der Art sind schwärzlich, pulverig und früh unbedeckt. Die haselnussbraunen Teliosporen sind zweizellig, keulen- bis lang keulenförmig und 35–45 × 20–27 µm groß. Ihre Stiele sind bräunlich und 25–40 µm lang.

## Verbreitung
Das bekannte Verbreitungsgebiet von Puccinia mexicensis reicht von den südlichen USA bis nach Zentralmexiko.

## Ökologie
Die Wirtspflanzen von Puccinia mexicensis sind Stipa constricta, S. eminens und S. lettermani. Der Pilz ernährt sich von den im Speichergewebe der Pflanzen vorhandenen Nährstoffen, seine Sporenlager brechen später durch die Blattoberfläche und setzen Sporen frei. Die Art verfügt über einen Entwicklungszyklus, von dem bislang lediglich Telien und Uredien sowie deren Wirt bekannt sind; Spermogonien und Aecien konnten dem Pilz nicht zugeordnet werden.